# تنظيم العلوم
يشير تنظيم العلوم إلى استخدام القانون، أو أي حكم آخر، من قبل الهيئات الأكاديمية أو الحكومية لكي يسمح العلوم أو يقيده من أداء ممارسات معينة، أو البحث في بعض المجالات العلمية.
ويمكن تنظيم العلوم بالتشريع إذا اعتبر أن المناطق تتزايد ضررا أو غير أخلاقية أو خطيرة. ولهذه الأسباب، قد يرتبط تنظيم العلوم ارتباطًا وثيقًا بالدين والثقافة والمجتمع .
وغالبًا ما يكون تنظيم العلوم مسألة أخلاقية حيوية تتعلق بممارسات مثل الإجهاض والقتل الرحيم ، ومجالات بحثية مثل أبحاث الخلايا الجذعية واستنساخ البيولوجيا الاصطناعية.

## الولايات المتحدة الأمريكية

### البحث الطبي الحيوي
وقد دفعت الأحداث غير العادلة مثل مأساة سانت لويس أو تجربة مرض الزهري في توسكيجي إلى وضع لوائح في البحث الطبي الحيوي. وعلى مر السنين، امتدت اللوائح لتشمل رعاية الحيوانات وسوء السلوك البحثي. وكما تراقب الحكومة الاتحادية أيضا إنتاج وبيع نتائج البحوث الطبية الحيوية مثل الأدوية والمستحضرات الصيدلانية البيولوجية. وتشرف إدارة الأغذية والأدوية (FDA) ووزارة الصحة والخدمات البشرية على تنفيذ هذه اللوائح.
ويحظر تعديل ديكي ويكر وزارة الصحة والخدمات الإنسانية (HHS) من استخدام الأموال المخصصة لإنشاء أجنة بشرية لأغراض البحوث أو للبحوث التي تتم فيها تدمير الأجنة البشرية. 

#### البحوث المتعلقة بالمواضيع البشرية
برزت مسألة التجريب على البشر والكشف عن الفظائع التي ارتكبت باسم العلمبعد الحرب العالمية الثانية. وفي الولايات المتحدة، تضمنت تعديلات Kefauver-Harris لعام 1962 على إدارة الأغذية والأدوية (FDA) لأول مرة شرطًا للحصول على موافقة مستنيرة من المشاركين.  في عام 1966 ، طلب بيان سياسة صادر عن الجراح العام الأمريكي أن تخضع جميع أبحاث الموضوعات البشرية لمراجعة مسبقة مستقلة.  لقد قام قانون البحث الوطني لعام 1974 بإضفاء الطابع المؤسسي على عملية المراجعة هذه من خلال إلزام مراكز البحث بإنشاء مجالس المراجعة المؤسسية (IRBs). 
وتقوم الجامعات والمستشفيات والمؤسسات البحثية الأخرى بإعداد IRBs لمراجعة جميع الأبحاث التي أجريت في المؤسسة. وتتكون هذه المجالس عادة بشكل عام من كل من الأقران العلميين من المؤسسة والأشخاص العاديين، مكلفة بتقييم المخاطر والمنافع المرتبطة باستخدام البشر، بالإضافة إلى كفاية حماية وموافقتهم. ويمكن لهيئات IRB الموافقة على مقترحات البحث أو إجراء التعديلات أو رفضها بالكامل. ولا يمكن لمشاريع البحثية أن تحصل على تمويل اتحادي دون موافقة مجلس الهجرة واللاجئين. ويمكن أن يؤدي عدم الامتثال أيضًا إلى فرض عقوبات من المؤسسة، مثل الحرمان من الوصول إلى المرافق والمواضيع، والتعليق، والفصل. 
كما أنشأ قانون البحث الوطني لعام 1974 اللجنة الوطنية لحماية الأبحاث العلمية على البشر للبحوث الطبية الحيوية والسلوكية التي أصدرت تقرير بلمونت (تقرير عن المبادئ الأخلاقية والمبادئ التوجيهية لحماية الأشخاص الخاضعين للبحوث) في عام 1979. وقد وضع هذا التقرير إطارًا أخلاقيًا لتنظيم البحوث التي تشمل الأبحاث العلمية على البشر. 

#### رعاية الحيوان
ووضع قانون رعاية الحيوان لعام 1966 معايير لمعاملة الحيوانات في التجارب البحثية. ويقتضي ذلك من جميع مرافق البحوث أن تسجل نفسها لدى وزارة الزراعة الأمريكية ويسمح للمسؤولين بإجراء عمليات تفتيش مفاجئة للمرافق.  ويتطلب قانون تمديد البحوث الصحية لعام 1985 أن تقوم جميع مرافق البحوث التي تستخدم الحيوانات بإنشاء لجان رعاية الحيوان واستخدامها (IACUCs) لتقييم أنشطة المؤسسات التي تشمل الحيوانات مرتين في السنة. و تقدم اللجنة تقارير IACUCs إلى NIH مكتب رعاية حيوانات المختبر سنويا. 

#### سوء سلوك البحث
أدى قانون تمديد البحوث الصحية لعام 1985 إلى إنشاء مكتب نزاهة البحوث (ORI) داخل وزارة الصحة والخدمات الإنسانية. ORI وتولى هذا المكتب مسؤولة عن مراجعة ادعاءات المتعلقة بسوء السلوك البحثي ووضع سياسات لتحسين السلوك المسؤول للبحوث. 

#### تسويق
وتتولى إدارتان تابعتان لإدارة الأغذية والأدوية (FDA) عن مراقبة إنتاج وبيع الأدوية. ومركز تقييم وبحوث الأدوية (CDER) مسؤول عن مراجعة تطبيقات الأدوية الجديدة ويتطلب تجارب سريرية كدليل على فعاليتها. ويتولى مركز تقييم وبحوث علم الأحياء البيولوجية (CBER) مسؤول عن تنفيذ اللوائح الاتحادية للأدوية الحيوية مثل اللقاحات ومكونات الدم والعلاجات الجينية، إلخ. وتوافق على أدوية جديدة على أساس السلامة والفعالية، وتصدر التراخيص التي تسمح للشركات بتسويق منتجاتها. 

### بحوث الطاقة النووية
ترتبط الطاقة النووية تاريخيا بقضايا الأمن القومي. فبين سنني 1942 و 1946، كان الجيش يسيطر على الأبحاث النووية التي أجرت أبحاثًا في سرية. وفي عام 1946 ، سلم قانون الطاقة الذرية السيطرة على المدنيين على الرغم من احتفاظ الحكومة باحتكار شديد للطاقة النووية.وقد مكّن تعديل عام 1954 لهذا القانون الصناعة الخاصة من متابعة التطبيقات غير العسكرية للبحث النووي. 
أنشأ قانون إعادة تنظيم الطاقة لعام 1974 لجنة التنظيم النووي (NRC) ، المسؤولة عن الترخيص والسلامة. وأثارت حالتا تشيرنوبيل وفوكوشيما شواغل وخوفا عاما بشأن سلامة الطاقة النووية. ونتيجة لذلك، عززت اللجنة النرويجي للاجئين أنظمة السلامة لمحطات الطاقة النووية. 

### تعليم
وتعد تعليم العلوم موضوع مثير للجدل في الولايات المتحدة. زحظرت عدة ولايات تدريس التطور في القرن العشرين، وأبرزها ولاية تينيسي التي صدر فيها قانون بتلر لعام 1925. وأعقب ذلك محاكمة سكوبس ، حيث اتهمت ولاية تينيسي سكوبس، مدرس في المدرسة الثانوية، بتدريس التطور. وعلى الرغم من إدانته وتغريمه، أظهرت المحاكمة تراجع الدعم الشعبي للأصوليين. كان لمحاكمة سكوبس تأثير هام في النقاش الأكبر حول الخلق مقابل التطور. في العقود التالية، تم حذف مصطلح «التطور» في العديد من كتب علم الأحياء، حتى عندما يناقشه النص.  تم إبطال الحظر المفروض على تطور التدريس بقرار من المحكمة العليا في قضية إيبرسون ضد. أركنساس عام 1968.  ومنذ عام 2001 ، عادت مشاريع القوانين المناهضة للتطورإلى الظهور، واعتمد أحدها قانون تعليم العلوم في لويزيانا .و يسمح هذا القانون للمدارس العامة باستخدام المواد التكميلية التي تنتقد النظريات العلمية مثل التطور والاحترار العالمي في فصول العلوم. 
كما سنت الحكومة الأمريكية والمجالس التشريعية للولايات أيضًا أنظمة تعزز تعليم العلوم. صدر قانون تعليم الدفاع الوطني لعام 1958 بعد وقت قصير من إطلاق الاتحاد السوفيتي لسبوتنيك 1 وربط التعليم بقضايا الأمن القومي. وقدم هذا القانون التمويل للمنح الدراسية والبرامج العلمية.  في عام 2013 ، عملت 26 حكومة ولاية معًا لإنتاج معايير العلوم من الجيل التالي ، والتي تحدد التوقعات لتعليم العلوم من الروضة حتى الثانية عشرة .

## اللوائح الدولية
لقد تمت كتابة مدونة نورمبرغ كجزء من تجارب الأطباء النازيين بعد الحرب العالمية الثانية. فقد قدم عشرة مبادئ أخلاقية تتعلق بالتجريب البشري، يتطلب أولها موافقة مستنيرة من البشر. كما تنص أيضًا على أن التجارب على البشر يجب أن تكون ضرورية للمجتمع، وأن تسبقها دراسات على الحيوانات، وحماية الأشخاص من الإصابة والعجز والوفاة.  وكان قانون نورمبرغ مؤثراً للغاية في تشكيل لوائح البحث العلمي في جميع أنحاء العالم. فعلى سبيل المثال، تم تطوير إعلان هلسنكي لعام 1964 من قبل الجمعية الطبية العالمية ويحدد المبادئ الأخلاقية للمجتمع الطبي. 